# Ziad El-Sissy
 (juin 2022).
Ziad El-Sissy (en arabe : زياد السيسي), né le 15 décembre 1994, est un escrimeur égyptien.
Il est marié depuis 2020 avec la joueuse de squash égyptienne Nouran Gohar,.

## Carrière
Ziad El-Sissy remporte la médaille d'or en sabre par équipes et la médaille de bronze en sabre individuel aux Championnats d'Afrique 2013 au Cap puis deux médailles d'or, en sabre individuel et par équipes, aux Championnats d'Afrique 2014 au Caire.
Il obtient la médaille d'or en sabre par équipes aux Championnats d'Afrique 2015 au Caire, la médaille d'or en sabre par équipes et la médaille de bronze en sabre individuel aux Jeux africains de 2015 à Brazzaville puis remporte la médaille d'argent en sabre par équipes aux  Championnats d'Afrique 2016 à Alger.
Il est médaillé d'argent en sabre par équipes ainsi que médaillé de bronze en sabre individuel aux Championnats d'Afrique 2017 au Caire.
Il remporte la médaille d'or en sabre par équipes aux  Championnats d'Afrique 2019 à Bamako.
Il dispute les Jeux olympiques de 2020 à Tokyo. Après avoir éliminé le Russe Veniamin Reshetnikov, il est éliminé en seizièmes de finale du tournoi de sabre individuel par le Géorgien Sandro Bazadze. Il fait aussi partie de l'équipe d'Égypte masculine de sabre terminant  cinquième de la compétition par équipes.
Il est ensuite médaillé d'argent en sabre par équipes aux Championnats d'Afrique 2022 à Casablanca.
Il est médaillé d'or en sabre individuel aux Jeux méditerranéens de 2022 à Oran.
Aux Championnats d'Afrique 2023 au Caire, il est médaillé d'or en sabre individuel ainsi qu'en sabre par équipes.
Il est médaillé de bronze en sabre individuel aux Championnats du monde 2023 à Milan.

## Palmarès
- Championnats du monde :
  -  Médaille de bronze en individuel aux championnats du monde 2023 à Milan